# Segunda Unidad de Aviación de Arjánguelsk
La Segunda Unidad de Aviación de Arjánguelsk (En ruso:2-й Архангельский объединенный авиаотряд) es una aerolínea basada en Arcángel, Rusia. Opera vuelos regionales ofreciendo servicios de pasajeros y carga, también colabora en misiones humanitarios y misiones de pacificación en zonas de guerra. Su aeropuerto base es el Aeropuerto de Vaskovo, en Arjánguelsk.

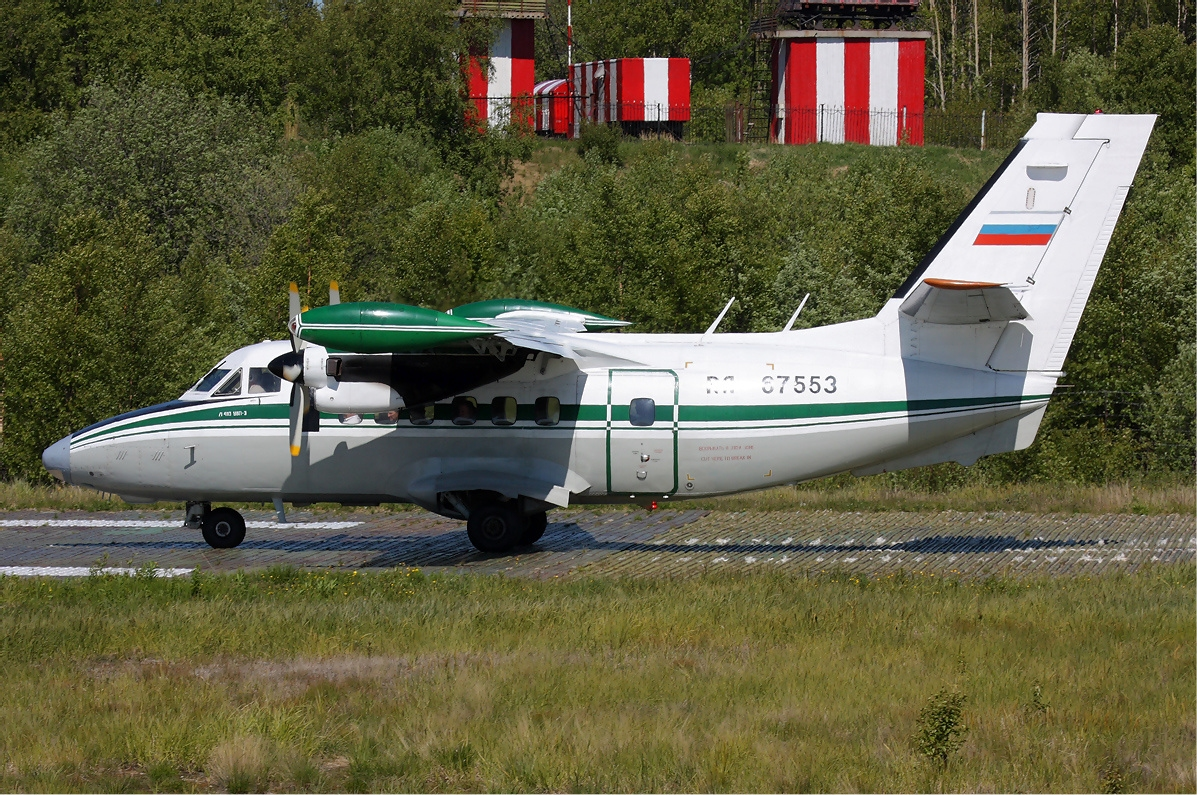
Let-410 de la aerolínea en Solovki

## Flota
- 6 Antonov An-2

- 7 Let-410 UVP-E

- 1 Mil Mi-8MTV-1

- 3 Mil Mi-8T

- 3 Mil Mi-26